# 統一マレー国民組織
統一マレー国民組織（とういつマレーこくみんそしき、マレー語: Pertubuhan Kebangsaan Melayu Bersatu, 英語: United Malays National Organisation, 略称：UMNO）は、マレーシアの政党で、国民戦線（マレー語: Barisan Nasional）の創立メンバーである。マレー系住民の政党。この項目では、以下略称で通す。

## 歴史

### 独立前夜

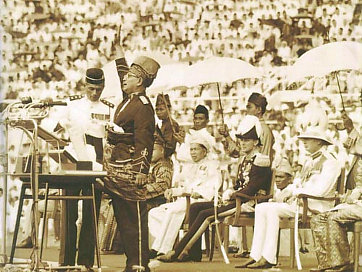
1957年、独立を宣言するラーマン

1945年、現在のマレーシアと呼ばれている地域（マラヤ）は、第二次世界大戦終了後、再び、イギリスの植民地（マラヤ連合）となった。しかし、マラヤ連合は、数多くの反対に直面する。1946年5月11日、ジョホールバルにて、ダトー・オンを党首に迎え、UMNOが発足する。UMNOは、強硬にマラヤ連合に反対するが、この段階では政治的実権を掌握していたわけではなかった。1948年、マラヤ連合がマラヤ連邦へ移行すると、UMNOは、政権奪取に焦点を移すこととなった。
1951年、これまで、UMNOを指導してきたダトー・オンがマラヤ独立党を結成すると、ラーマンが、UMNOの党首となった（詳細は、トゥンク・アブドゥル・ラーマンの項を参照すること）。同年、ペナン・ジョージタウンでの議会選挙において、急進勢力—中国共産革命の影響が多分にある--が勝利を収めると急進勢力の勢力拡大を危惧したマレーシア華人協会（以下MCAと省略）と提携を結び、クアラルンプールでの議会選挙でもジョージタウンの選挙のような事態を回避しようとした。結果として、12議席中9議席をUMNO-MCAアライアンスが獲得し、マラヤ独立党を解体に追い込んだ。また、各地で実施された議会選挙でもこのアライアンスは成功を収めた。
1954年に実施された州単位の選挙では、国家規模では、アライアンスは、268議席中226議席を獲得する勝利を収めた。ラーマンは、イギリスへ独立のための使節団を派遣したが、イギリスは、断固としてラーマンの要求を拒否した。
1955年、マレーシアで初めて実施された総選挙（1955年総選挙）では、インド系勢力を代表するマレーシア・インド人会議（以下、MICと省略）にもアライアンスを呼びかけ、現在の国民戦線政権の原型が完成する。この選挙では、1959年までのマラヤ連邦の独立や全ての子供への初等教育の実施、マレー人特権の保護を維持するなどを公約に掲げ、UMNO単体では34議席、アライアンス全体では、52議席中51議席を獲得した（残り1議席は、全マレーシア・イスラーム党、以下PAS）。その結果、ラーマンが、マラヤ連邦の初代首相となった。
1956年、ラーマンは、再度、イギリスに独立のための使節団を派遣した。独立のために準備されるマラヤ連邦憲法が施行される1957年8月31日をもって、マラヤ連邦の独立を勝ち取った。また、アライアンス政府は、マラヤにおけるイギリスとそれ以外の外資の資産接収を行わないこと、イギリス軍のマラヤ駐留を認める条約を締結した。
ウィリアム・レイド卿率いるレイド委員会が、憲法の草案を起草した。連邦主義・立憲君主制といった概念が憲法に導入されると同時に、マレー人の特権の承認（これは、憲法3条、152条、153条で規定された）やイスラームが国教であることが明記された。マレー語が国語となったものの、華語・タミル語の教育も実施することが規定された。
こうして、1957年8月31日、ラーマンの手により、マラヤ連邦の独立宣言がなされた。

### ラーマンの時代

#### マレーシアとシンガポール
1959年総選挙では、104議席中52議席をUMNOが獲得した（アライアンス全体では、MCA19議席、MIC3議席の74議席）。アライアンス全体が議会の絶対多数である3分の2以上を獲得したことは、政府の再編成と憲法改定を自由にすることを意味したが、アライアンスにとってすれば、この選挙は、内部対立で台無しになった選挙であった。というのも、MCAは、104議席中40議席を望んでいたからであり、ラーマンがこれを拒否したことで、MCAの一部がアライアンスを離脱したからである。
1961年、ラーマンは、マレーシア構想の実現に着手する。マラヤ連合に加え、サバ、サラワク、シンガポール、ブルネイのイギリス植民地をマラヤに編入することであった。この背景には、マレーシア構想の実現が、とりわけシンガポールにおいて、共産主義活動をマラヤ中央政府の手で取り締まることが可能になることがある。また、シンガポールが単独で独立を達成した場合、マラヤの君主制を脅かす存在になりかねなかった。シンガポールの人口の大多数が華人系で占められていたので、そのバランスをとるために、そのほかの州のマレーシア編入を企図したものであった。
多くの交渉を経て、憲法で合意が得られた。たとえば、マレー人の特権が全てのブミプトラに与えられた。とはいえ、必ずしも全ての州がマラヤ連合9州（すなわち半島部マレーシア）と同じ権利を得たわけではない。1963年7月の交渉をもって、同年8月31日にマレーシアへ改編されることとなった。このマレーシアには、先述のブルネイを除く州が参加することとなった。（以下、マラヤをマレーシアと呼ぶ。）
ただ、フィリピンとインドネシアはマレーシアの改編に対して反対した。インドネシアは、この改編を新植民地主義と非難し、フィリピンは、かつてスールー王国の勢力圏であったサバ州は自らの領土であると主張した。国際連合が、その調停に当たったが、インドネシア初代大統領スカルノはマレーシアとの対決姿勢を強め、東マレーシアに軍隊を派遣した。この衝突は、スハルトによる政権奪取（9月30日事件）で終焉を迎える。また、フィリピンは、外交交渉を通してマレーシアの国際的承認を実施した。
1963年のシンガポール州議会選挙において、アライアンスは、シンガポール・アライアンスを通して、リー・クアンユー率いる人民行動党と対峙する決定を下した。UMNOの政治家は、シンガポール内で、シンガポール・アライアンス(en:Singapore Alliance Party)のために、活発なキャンペーンを展開した。曰く「シンガポールに住んでいるマレー人は、華人系支配のPAPの下では、二流市民のように取り扱われるであろうと」と。しかし、UMNOの支援を受けたマレー人の候補者は、PAPの前に全員が敗北をする結果となった。
政治的な紛争が民族間で起きたことによって、1964年、シンガポールで、暴動が発生した（シンガポール民族暴動、en:1964 Race Riots）。マレー人のPAPの政治家であったオスマン・ウォクは、後に、暴動は、マレー人の「ウルトラ」と呼ばれるメンバーによって計画されたものと示唆した。
アライアンスのリーダー層は、また、リーの振る舞いにも警告を発し、リーは州首相にはふさわしくないと主張した。リーは、1つの主権国家の首相のように行動していると見られており、MCA出身の財務大臣であるタン・シュー・シンは、リーを「マラヤ（マレーシア）の歴史の中で、もっとも偉大で、かつ破壊的な権力者」と発言した。一方でリーは、ブミプトラに付与された特権を反対することで、マレーシアの一体性に挑戦していた。リーは「マレーシアは、誰が所属しているのか？答えは、マレーシア人である。しかし、誰がマレーシア人であるのか？私は自分がマレーシア人であることを望んでいる。しかし、議会内に私が座っている時々で、果たして私がマレーシア人であるかどうかを疑わざるを得ないときもあるのだ」と語った。
ラーマンは、シンガポールにマレーシアからの脱退を希望するかどうかを決定せざるを得なかった。シンガポール州内閣での多くの折衝を経て、シンガポールは、1965年8月9日に独立を宣言することが決定した。シンガポール独立達成後、UMNOのシンガポール本部は、シンガポール・マレー国民組織と改称した。

#### ラーマンの落日
UMNOは、シンガポールの連邦からの追放後は、政治的焦点をマレー人の特権政策の継続に置いた。具体的には、マレーシアの公用語であるマレー語において明らかとなるが、UMNOは、マレー語の国語化をなお強力にしようと試み、この政策は、野党勢力ではあるが、同じくマレー系を支持基盤とするPASの支持を得た。しかし、PAPのマレーシア支部から名称を改称した民主行動党（DAP）は「マレーシア人のマレーシア」をスローガンに、ブミプトラの特権にこの政策に反対の姿勢をとった。また、1968年には、マレーシア人民運動党(グラカン)が結成され、DAPと同様にUMNOに対して反対姿勢を採った。このような情勢の中で、翌年、総選挙が実施された。
民族間の緊張が最も高まった際に、1969年総選挙その直後に、マレーシア史上最大の民族衝突である5月13日事件が発生する。詳細は、それぞれを参照すること。
マレーシア国王は、事態を重く見て、議会開催の延期を決定した。また、東マレーシアでの選挙も延期された。ラーマンは首相として政権を維持していたが、副首相であるアブドゥル・ラザクへの政権交代への準備は着々と進み、もはや、内閣の飾りの状態に祭り上げられた。求心力の低下は明らかとなっていた。
5月13日事件に際して、総選挙で議席を失い、ラーマンにリーダーシップを批判したマハティール・ビン・モハマドは、ラーマン批判の書簡を送った。マハティールは、マラヤ大学の教授とラーマン追放のキャンペーンを展開した。マハティールはまた、議会なしでのUMNOの専制政治を要求した。非マレー人の共同体は、マレー人の商店で働くことをボイコットすることで対抗した。
事件後の6月、イスマイル・アブドゥル・ラーマンとラザクは、マハティールをUMNOの要職を占めていたムサ・ヒタムと同時に、UMNOからの追放を決定した。イスマイルは、声明で以下のように述べている。――"These ultras believe in the wild and fantastic theory of absolute dominion by one race over the other communities, regardless of the Constitution... Polarization has taken place in Malaysian politics and the extreme racialists among the ruling party are making a desperate bid to topple the present leadership."
議会制民主主義をどのように回復させるかという問いは、NOC（National Operations Council）によって提起された。NOCはラザクが中心となって5月13日事件の収拾を行うために組織されていた。マハティールのようにNOCに議会制民主主義を廃止することを要求するUMNOメンバーもいた。ラーマンやイスマイルは、議会をできるだけ早く開催したい意向であったのに対し、ラザクは、ラーマンやイスマイルを説得しつつも、より強力なアファーマティブ・アクションを実施すべきだという考えで揺れていた。延期されていた東マレーシアにおける選挙は1970年に実施された。この選挙の結果、アライアンスは、再び、議会の3分の2以上を占めることとなった。また、同年8月31日、ラーマンが政界からの引退とラザクへの禅譲が発表された。ラザクは、議会を1971年に再開することを決定することとなる。

### ラザクの時代

#### 国民戦線の成立
1970年に、ラーマンの後を継いで、首相に就任したラザクは、アライアンス内でのUMNOのリーダーシップをなお強力に発揮するようにした。ラーマンがアライアンスを指揮していたときには、必ずアライアンスのリーダーに政策を尋ねていた。
ラザク内閣において、最も政治的に権力をにぎっていたのは、イスマイル・アブドゥル・ラーマンとガザーリー・シャーフィイーの両名であった。この二人は、マレーシアにおいては、ウェストミンスター型の議会システムは不適当だと唱えていた。ラザクは、また、ウルトラと呼ばれ、UMNOから放逐されていたマハティールやムサ・ヒタムの復帰を認めた。加えて、マハティールを教育相の座に据えることで、マハティールをUMNO・NO.3として認めた。
1971年、ラザク内閣は、新経済計画の開始を宣言する。その目標は、「高度経済成長を達成させ」、「そのためには、5月13日事件のときには、マレーシア経済の中で、1.5%しか占めていなかったマレー人のシェアを上げて」「民族の区別なく、貧困を撲滅する」ことにあった。具体的な数値目標として、1990年までに、マレー人の経済的シェアを30%まで高めること」が掲げられた。
ラザクは、加えて、アライアンスに対して野党の立場に立っていたいくつかの政党を与党勢力として取り込んだ。具体的には、グラカン、人民進歩党（PPP）、全マレーシア・イスラーム党（PAS）と東マレーシアの諸政党にアライアンスへの参加を呼びかけた。この新しいアライアンスのことを国民戦線（BN）と名づけられた。1974年に、公的に、国民戦線は産声を上げ、1974年総選挙に参加した。
この選挙の前年、国民戦線内で、一部、意見の対立が起きた。華人の意見をできるだけ強力に反映させたい一部の指導者層がMCAやグラカンを去ったのであるが、すでに、MCAは、もはや国民戦線内部で唯一の華人系の代表でなかった。
1974年総選挙において、初めて、首都クアラルンプールが連邦直轄領として、スランゴール州から独立した単一選挙区となった。この選挙区の分割においては、国民戦線がDAPに対して優位に立つように仕組んだゲリマンダーということで非難を浴びた。というのも、DAPは、都市に居住する住民から多くの支持を得ていたからである。DAPとグラカンを去ったメンバーは、政府の方針に反対の立場をとった。彼らは、国民戦線が議会で3分の2以上の多数を取らせないように呼びかけたが、マレー人の特権の廃止を論じてはならないという理由で、このキャンペーンは大きく制限を受けることとなった。選挙結果は、154議席中135議席を国民戦線が占めることとなった。

#### 東マレーシアへの党勢拡大
1974年総選挙終了後、国民戦線（特にUMNO）は、東マレーシア（サラワク州・サバ州）に党勢の拡大を企図することとなる。ラザクの党勢拡大戦略について、以下に記す。

##### サラワク州
サラワク州で最も重要な野党勢力は、DAPと深い結びつきがあるサラワク国民党（SNAP）であった。当時、ジェームス・ウォンが指導していた。DAPとSNAPは、国会であわせて9議席を有していた。SNAPは、国民戦線政府の進める政策を批判し、イバン人のようなサラワクに古来居住している人々を疎外しているという批判を行った。SNAPは1965年、アライアンスからサラワクでの自治権拡大の要求をした件で追放処分を受けていた。選挙後、ジェームス・ウォンは治安法に基づいて逮捕され、SNAPはレオ・モギーを新しい代表として選出する。レオは1976年のSNAPの国民戦線参加後のウォンの保釈を保障していた人物である。しかしながら、SNAPのサラワク州政府内での役割は、顕著に目立って減ってきている。今では、SNAPの党首は重要でない閣僚ポストを割り当てられていることから明らかである。

##### サバ州
UMNOは、USNO（統一サバ国民戦線）を通して、サバ州政府をコントロールした。1973年、イスラームがサバ州の宗教（従来はキリスト教であった）となり、カダザン語のような民族固有の言語の使用が停止された。また、USNO党首のムスタファ・ハルンは、縁故政治の典型として知られている。具体的には木材の開発、贅沢な生活、クイーンズランドにある100万オーストラリアドルの邸宅である。

### マハティールの時代

#### 46年精神党の分裂
46年精神党がUMNOより分裂した原因は、マハティールの独断的な政策運営に対する党内批判である。マハティールは、1982年に実施された総選挙において、国会での地盤を固めた（国民戦線・122議席、PAS・5議席、DAP・8議席、諸派・無所属・9議席）。その結果、スルタンの権限の弱体化、政府系金融機関の不良債権処理の断行の実施を進めることになるのだが、反対派は、この政策運営を独断的であると批判したのである。
マレーシアの報道陣は、マハティールが所属する陣営を“チームA”、マハティール批判を行う陣営（財務大臣のラザレイ・ハムザ、副首相ムサ・ヒタムが含まれていた）を“チームB”と呼んだ。“チームB”のマハティール批判の主眼は、新経済計画が貧しいマレー人に対して利益をもたらすということに失敗したということであった。
マハティールは、“チームB”の批判を根拠がないこと、マレー人の一体感を損なっていること、欲望にのみ動機付けられていることと反論した。
1987年4月に実施された党大会では、マハティールとラザレイが党首の座を争い、761対718の僅差で、マハティールの再任が決定した。マハティールは、反対派を重要ポストから排除した。
その結果、ラザレイやムサ・ヒタム、アブドラ・バダウィといったマハティールに反対するメンバーがUMNOから脱退し、46年精神党を結成した。

#### アジア通貨危機の克服
マハティール第2の政治危機は、1997年に発生したアジア通貨危機克服のための経済運営をめぐって、当時の副首相兼財務相であったアンワル・イブラヒムと対立したことに起因する。
アジア通貨危機の原因は、海外から大量の資金が流入し経済が活性化したことにある。そのことに関しては、タイをはじめとする東南アジア諸国も同様の経済運営を行っていて、また、アジアNIES（韓国、シンガポール、香港、台湾）に次ぐ地域として、東南アジアは高度経済成長が達成したこともあるので、海外からの資金流入政策に対しての評価は分かれるところである。しかし、課題として浮き彫りになった点は、十分な投資先（結果的に、高付加価値産業への移行が十分になされていなかったために、投資資金は不動産や観光・リゾート業に投資されてしまった）が確保されていなかったこと、加えて、外貨準備が十分に積み上がっていなかったことが上げられる。
マレーシアにおけるアジア通貨危機の結果は、1998年においては、マイナス7%の経済成長という数字で明らかであるが、マハティールの採った政策は他のアジア諸国と異なり異色を放った。白石隆の指摘によると、マレーシアの歴史を振り返れば、「経済成長率が3%以下になると人種間で緊張感が高まる。生活が実感としてよくならない、気に入った職がないということで、華人とマレー人の経済格差が強く意識される」ようになる。マハティールは、5月13日事件以降、最大のマレーシアの危機に直面した格好となったが、タイ、韓国、インドネシアが固定相場制を放棄した一方で、マレーシアの採った政策は、1998年度予算を前年比18%に削減する緊縮予算の策定の実施、投資資金の国外への送金の禁止（外貨の流出を防ぐ意味合いの政策）、そして、1998年9月1日に実施された1USドル＝3.8マレーシア・リンギットにリンクさせる固定相場制への移行であった。IMFがタイ、韓国、インドネシアで採った政策がことごとく失敗したこともあり、1国だけが、「世界的な通貨動乱からの一時的なシェルター」に置いたのであった。
1999年秋には、投資資金の国外への送金の禁止が無条件に解禁されるなど、マハティールの経済運営は、一定の成果を見ることになるのだが、IMF型経済政策をマレーシアにも導入しようとしたアンワル・イブラヒムとの対立は明らかとなり、1998年4月には、アンワルの副首相兼財務相の罷免、9月のイスラーム法の基づく逮捕（汚職及び同性愛の容疑）を行うことで、反対派をUMNOから締め出すことに成功した。
マハティールは自らの後継者をアンワルからラザレイとマハティールの間の橋渡しで副首相として活躍したアブドラ・バダウィを指名することで、自らの任期を勤め上げた。

### アブドラ首相の下で
2003年10月31日、アブドラ・バタウィがマレーシアの首相となった。マハティールと対極的な個性を持つアブドラは国民に好感を持って受け入れられ、2004年3月21日の総選挙で国民戦線（BN）は議席の9割を占める圧勝を収めた。野党・無所属は分裂もあり、わずか21議席に終わった。
しかし、アンワル・イブラヒムに掛けられていた同性愛の容疑は無罪となり、国民戦線の強権体質批判をきっかけに汚職体質や縁故主義への批判が改めて強まった。アブドラといえども、これと無縁ではいられなかった。加えて2020年までに先進国入りをめざすという「ワワサン2020」計画が現実の目標となるにつれ、人びとのあいだ特にマレー系と非マレー系とのあいだの格差が意識されるようになっていった。
2008年3月8日に行われた総選挙では、こうした批判が国民戦線およびアブドラに集中することとなった。また、アンワルは野党間の選挙協力のため精力的に動いて回った。その結果、与党は5月13日事件のきっかけとなった1969年総選挙をも議席比で下回り、安定多数となる下院の3分の2を失う大敗を喫した（国民戦線合計140議席、うちUMNO79議席）。

### ナジブ首相の時代と下野
2009年4月3日にアブドラより政権を引き継いだ第2代首相ラザクの息子のナジブ首相はクアラルンプールを「イスラム金融のロンドン」にすべく、外資企業を誘致する国際金融地区「トゥン・ラザク・エクスチェンジ（TX）」建設に着手し（2018年竣工予定）、その最優先事業として国有投資会社「1マレーシア・デベロップメント・ブルハド (1MDB)」を設立したが、2014年時点で420億リンギ（約1兆4000億円）の巨額借金を抱えていることが発覚、ナジブ一族と華僑系大富豪ジョー・ローによる不正疑惑も噴出した。2015年7月には、1MDB（財務省管轄で財務相をナジブが兼務）からナジブの銀行個人口座への約7億ドル（約850億円）の不正入金が報じられ、8月には首相退陣を求める大規模デモに発展した。ナジプは内閣改造を行なって反対勢力を締め出し、政府批判をするジャーナリストらの逮捕、不正疑惑を報じた経済紙2紙の発行禁止など強権発令で対抗した。
これは国民の反発を招き、2018年5月9日に投開票された2018年総選挙で与党はマハティール元首相を首相候補とする野党連合に敗北。これにより、UMNOは史上初めて野党となり、建国以来初の政権交代を許す結果となった。

## イデオロギー
東マレーシアに居住するカダザン、イバン族といった非マレー人・非ムスリムが参加しているものの、UMNOは、マレーシアに住むマレー人及びムスリムの代表であると自認している。
UMNOのイデオロギーの基本は、マレー人の特権を定めた憲法153条条項を維持した上で、MCAやMICといった非マレー人の政党のリーダーと協調して行動することによって、民族間の衝突を回避することにあるが、憲法153条条項に関しては、論争を巻き起こすことが多い。